# Nicola Perot
Nicola Perot (* 1991 in Zürich) ist ein Schweizer Schauspieler.

## Leben
Nicola Perot wuchs in Grüningen (Kanton Zürich) auf. Beim «Jugendtheater Stäfa» spielte er den Banquo in «Macbeth». Nach dieser Bühnenerfahrung wollte er unbedingt Schauspieler werden. Während seiner Schulzeit am Liceo Artistico in Zürich bewarb er sich, weil er eine Wette unter Mitschülern verloren hatte, für eine Rolle im Film Stationspiraten von Michael Schaerer. Er passte als Typ nicht für die Hauptrolle eines krebskranken Jungen, bekam jedoch vom Regisseur eine kleine Nebenrolle.
Weitere Erfahrungen vor der Kamera machte Perot unter der Regie von Peter Luisi (* 1975 in Zürich) und Niccolò Castelli (* 1982 in Lugano). Im Coming-of-Age-Drama Tutti giù – Im freien Fall des Schweizer Regisseurs und Drehbuchautors Niccolò Castelli über drei Tessiner Jugendliche, der im August 2012 seine Premiere auf dem Locarno Film Festival hatte, verkörperte Perot den Graffitisprayer und «melancholischen Nomaden» Edo.
Während er als Flugbegleiter und Kellner seinen Lebensunterhalt verdiente, sprach er an mehreren Schauspielschulen in ganz Europa vor und wurde schließlich in London angenommen. Von 2014 bis 2016 machte er am «Giles Foreman Centre for Acting» (GFCA) sein Schauspielstudium. Perot ist seit 2016 als professioneller Schauspieler tätig und wirkte seither in mehreren Film- und TV-Produktionen mit.
2015 erhielt er den Jurypreis des Schweizer Fernsehfilmpreises für die Rolle des jungen Verkäufers René Hirsiger im TV-Film Der Hamster an der Seite von Roeland Wiesnekker.
Es folgten weitere Arbeiten für das Kino unter der Regie von Niklaus Hilber und Lisa Brühlmann, TV-Produktionen wie die Schweizer Serien Seitentriebe (2018) und Neumatt (seit 2021), die US-amerikanische Fernsehserie Genius (2018) sowie mehrere Kurzfilme.
In der TV-Krimireihe Der Zürich-Krimi spielte er im neunten Film Borchert und der Tote im See, der im Mai 2020 erstausgestrahlt wurde, den BWL-Studenten Dorian Gjeluci, den Sohn eines albanischen Geschäftsmanns, der auf Anweisung des «Paten von Zürich» (Özgür Karadeniz) mit dessen Nichte zwangsverheiratet werden soll, aber die Schweizer Studentin Jenny, die Patentochter von Borchert, liebt. Im 32. Fall der Kölner Ermittlerin Marie Brand mit dem Titel Marie Brand und die Ehrenfrauen (2023) verkörperte er den tatverdächtigen sizilianischen Vorarbeiter Giuseppe Costa. Im Schweizer Tatort: Blinder Fleck (2023) spielte er den Waldarbeiter und Vogelbeobachter Luka Gasser.
Im Filmdrama Atlas (2021) spielte er, erneut unter der Regie von Niccolò Castelli, den Freund einer leidenschaftlichen Freeclimbing-Bergsteigerin.
Nicola Perot hat auch die italienische Staatsangehörigkeit. Er lebt in Finnland.

## Filmografie
- 2010: Stationspiraten (Kinofilm)
- 2012: Tutti giù – Im freien Fall (Kinofilm)
- 2012: Boys are us (Kinofilm)
- 2013: Sitting Next to Zoé (Kinofilm)
- 2015: Der Hamster (Fernsehfilm)
- 2015: Amateur Teens (Kinofilm)
- 2017: Blue My Mind (Kinofilm)
- 2018: Seitentriebe (Fernsehserie)
- 2018: Genius (Fernsehserie)
- 2018: Voyez comme on danse (Kinofilm)
- 2019: Helvetica (Fernsehserie)
- 2019: Der Zürich-Krimi: Borchert und der Tote im See (Fernsehreihe)
- 2021: Atlas (Kinofilm)
- 2021: Paris Police 1900 (Fernsehserie, eine Folge)
- 2021: Es ist nur eine Phase, Hase (Kinofilm)
- seit 2021: Neumatt (Fernsehserie, Nebenrolle)
- 2022: Euer Ehren (Fernsehserie)
- 2023: Marie Brand und die Ehrenfrauen (Fernsehreihe)
- 2023: Tatort: Blinder Fleck (Fernsehreihe)
- 2024: Auf hoher See (En haute mer, Fernsehvierteiler)